# Ulrich Langer

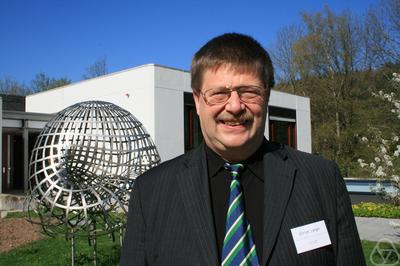
Ulrich Langer (2011)

Ulrich Langer (* 17. August 1952 in Marienberg) ist ein deutscher
Mathematiker. Er ist Professor für numerische Mathematik an der Johannes Kepler Universität (JKU) Linz und leitet das Institut für numerische Mathematik.

## Leben
Nach seinem Studium in Chemnitz, Deutschland, promovierte Ulrich Langer in St. Petersburg, Russland. 1993 übernahm er den Lehrstuhl für numerische Mathematik an der JKU und die Leitung des gleichnamigen Instituts. Parallel ist er stellvertretender Direktor des Johann Radon Instituts für numerische und angewandte Mathematik (RICAM) der Österreichischen Akademie der Wissenschaften. Von 1998 bis 2003 war er Sprecher des Spezialforschungsbereiches SFB F013 „Numerical and Symbolic Scientific Computing“. Er ist Mitglied diverser Editorial Boards internationaler Fachzeitschriften sowie Gremien der ESF und des ERC. Seit 2003 ist Prof. Langer als Referent für angewandte Mathematik Mitglied im Kuratorium des österreichischen Fonds zur Förderung der wissenschaftlichen Forschung (FWF).

## Arbeits- und Forschungsschwerpunkte
Professor Ulrich Langer beschäftigt sich mit der Entwicklung numerischer Methoden zur Lösung von partiellen Differentialgleichungen (PDEs). Seine Forschung umfasst Bereiche wie die Modellierung mechanischer und elektromagnetischer Systeme und den Einsatz von Mehrgittermethoden, um komplexe Berechnungen effizienter zu gestalten. 
Bislang veröffentlichte er 233 Publikationen insgesamt, darunter befinden sich sechs eigene Bücher. Neben einer Vielzahl an Vorlesungen an der Johannes Kepler Universität Linz betreut er dort ebenso Diplomanden und Doktoranden seit dem Jahr 1983.